# Roermond
Roermond (nizozemska izgovorjava: [ruːrˈmɔnt] (); limburška izgovorjava: [ʀəˈmɵɲ] ali Remuunj, ʀəˈmyːɲ) je mesto, občina in škofija v provinci Limburg na Nizozemskem. Roermond je zgodovinsko pomembno mesto na spodnjem delu Roerja na vzhodnem bregu reke Meuse. Mestne pravice je dobil leta 1231. Mestno središče Roermonda je postalo zaščiteno območje.
Skozi stoletja je mesto opravljalo vlogo trgovskega središča in glavnega mesta v vojvodini Gelders. Od leta 1559 služi kot sedež rimskokatoliške škofije Roermond. Obzorje mesta obvladujejo stolpi njegovih dveh cerkva, katedrale sv. Krištofa in Roermondove cerkve ("Munsterkerk" v nizozemščini). Poleg cerkva je v središču mesta veliko pomembnih stavb in spomenikov.
Nahaja se približno 45 km jugovzhodno od Eindhovna, 70 km južno od Nijmegena, 40 km severovzhodno od Maastrichta in 50 km zahodno od Düsseldorfa.

## Zgodovina
Keltski prebivalci te regije so nekoč živeli na obeh straneh reke Roer. Rimljani so zgradili most (danes imenovan Steene Brök ali kamniti most) in ustanovili prvo mesto v Roermondu, ki je danes predmestje, imenovano Voorstad Sint Jacob (Predmestje svetega Jakoba).

### Gelders
Okoli 1180–1543 je Roermond pripadal vojvodini Gelders . Leta 1213 je Roermond uničil Oton IV. Brunšviški, cesar Svetega rimskega cesarstva in nemški kralj. Do leta 1232 je bilo mesto obnovljeno in je dobilo svoj pečat, vladavino, kovnico in sodišče.
Samostan frančiškanskih minoritov Minderbroederklooster se prvič omenja leta 1309. Leta 1361 se je kapitelj Svetega Duha preselil iz Sint Odiliënberga v Roermond. Leta 1376 je bila ustanovljena kartuzija Roermond.
Okoli leta 1350 je Roermond postal glavno mesto "Overkwartier van Gelre" ( zgornja četrt Geldersa). Leta 1388 so ga med stoletno vojno oblegali Francozi. Sledila je bitka za zunanje utrdbe Buiten Op, uničenje teh utrdb in stare župnijske cerkve.
Leta 1441 je Roermond postal član Hanzeatske lige in leta 1472 pridobil pravico do kovanja lastnih kovancev.

### Španska Nizozemska
Med letoma 1543 in 1702 je bilo območje del Španske Nizozemske.
23. aprila 1568 je prišlo do bitke pri Rheindalenu blizu Roermonda, ki je naznanila začetek osemdesetletne vojne. Leta 1572 je Roermond zasedel Nizozemec Viljem Tihi, a ga je ponovno zavzel španski vojvoda Fadrique Álvarez de Toledo.
Pod špansko oblastjo je Roermond postal branik protireformacije. V imenu inkvizicije so ljudi spodbujali, naj prijavijo osumljence čarovništva in herezije. Leta 1613 so na griču Galgeberg blizu Kapel in 't Zand sežgali 64 čarovnic v Roermondu, v največjem čarovniškem procesu na Nizozemskem vseh časov.
Leta 1632 je nizozemski Stadhouder Friderik Henrik osvojil Roermond skupaj z Venlom in Maastrichtom med svojim slavnim "Pohodom ob Meuse". Vendar poskusi priključitve Antwerpna in Bruslja v naslednjih nekaj letih niso uspeli. Severni Nizozemci so bili razočarani nad pomanjkanjem lokalne podpore. Protireformacija je lokalno prebivalstvo ponovno trdno povezala z rimokatolištvom in zdaj kalvinističnim severnjakom niso zaupali še manj kot osovraženim španskim okupatorjem.
Med letoma 1632 in 1637 je bil Roermond pod nadzorom Nizozemske republike in ponovno od leta 1702 do 1716. Med letoma 1716 in 1794 je bil del avstrijske Nizozemske v okviru habsburške monarhije.

### Francosko obdobje
11. decembra 1792, med francoskimi revolucionarnimi vojnami, so Francozi pod vodstvom generala De Mirande osvojili Roermond, toda do 5. marca 1793 je bilo mesto spet pod nadzorom Habsburžanov. Mesto so ponovno zasedli Francozi 5. aprila 1794 in uradno je postalo del francoskega departmaja Meuse-Inférieure od 1795 do 1814. Leta 1814 so med vojno šeste koalicije Roermond osvobodili Rusi.

### Kraljevina Nizozemska
Po anglo-nizozemskem sporazumu leta 1814 je Roermond postal del nove Kraljevine Nizozemske. Nova pokrajina naj bi dobila ime "Maastricht" po glavnem mestu. Kralj Viljem, ki ni želel izgube imena Limburg, je vztrajal, da se ime spremeni v Limburg. Tako je ime nove province izhajalo iz starega vojvodstva Limburg, ki je obstajalo do leta 1648 v trikotniku Maastricht – Liège – Aachen.
Ko sta se Nizozemska in Belgija leta 1830 ločili, je obstajala podpora za priključitev Limburga Belgiji, a na koncu (1839) je bila provinca razdeljena na dvoje, pri čemer je vzhodni del pripadel Nizozemski, zahodni pa Belgiji. Od takrat naprej je bil nizozemski Limburg, novo vojvodstvo Limburg, prav tako del Nemške zveze.
Med drugo svetovno vojno so Nemci od leta 1940 do 1945 okupirali Roermond. 1. marca 1945 je mesto med operacijo Granade osvobodila enota Recce 35. pehotne divizije ZDA. Do osvoboditve je bilo poškodovanih ali uničenih 90 % vseh zgradb. Obnova je staremu mestnemu jedru vrnila polni sijaj.
1. maja 1988 je začasna irska republikanska armada (IRA) v dvojnem napadu ubila tri britanske letalce in tri druge ranila. Pripadniki IRA so streljali na avto v Roermondu z letalci kraljevih letalskih sil in ubili Iana Shinnerja. Pol ure kasneje je drugi napad drugje, v Nieuw-Bergenu, ubil dva britanska letalca in enega ranil.
V ločenem napadu dve leti pozneje sta bila ubita dva avstralska državljana. Moška sta bila odvetnika na počitnicah, ki ju je IRA ustrelila, ker je verjela, da sta vojaka britanske vojske, ki nista na dolžnosti. Avstralski premier Bob Hawke je obsodil razlago IRA z besedami: "Ta vrsta izkrivljene logike vojnih žrtev dodaja žalitev k smrtni poškodbi,"  poznejši premier John Howard pa je zavrnil srečanje z Gerryjem Adamsom iz Sinn Féina na obisku v Avstraliji. leta 2000.
13. aprila 1992 se je v bližini mesta Roermond zgodil potres z magnitudo 5,4 na globini žarišča približno 17 km (11 mi) . . Ta potres je bil najmočnejši seizmični dogodek v zahodni Evropi po letu 1756. Po tem potresu so vodostaji številnih vodnjakov v porečju Spodnjega Rena pokazali znatne kozeizmične anomalije. Dolina Roer, ki prečka tri države (Belgijo, Nizozemsko in Nemčijo), je omejena z dvema kvartarnima običajnima prelomnima sistemoma, ki potekata v smeri sever-severozahod in jug-jugovzhod. Vzhodno mejo opredeljuje mejni prelom Peel, vzdolž katerega se je leta 1992 zgodil potres v Roermondu, zahodno mejo pa opredeljuje prelomna cona Feldbiss, ki se delno nahaja v Belgiji. Dokazi nedavne tektonske aktivnosti vzdolž prelomne cone Feldbiss so vidni na seizmičnih profilih, ki kažejo več kot 600 m odmika v neogenskih usedlinah.  Čeprav je Ahorner dokazal obstoj renskih seizmičnih con in priporočil celovito analizo kvartarnih struktur in seizmičnosti ozadja, so kozeizmična gibanja veljala za malo verjetna in aktivni prelomi ostajajo večinoma neidentificirani.

## Geografija
Roermond leži sredi province Limburg, ki na zahodu meji na reko Maas, na vzhodu pa na Nemčijo.

### Narava in rekreacija
Roermond je obkrožen z zelenim pasom, ki ponuja številne možnosti za pohodništvo in kolesarjenje. Na vzhodu naravni rezervati, kot so narodni park Meinweg, dolina Leu (Leudal ) ter reki Swalm in Roer, nudijo gozdove, resave in travnike. Meinweg vsebuje tudi majhno količino divjih živali, vključno z majhno skupino gadov, edino strupeno kačo, ki živi na Nizozemskem. Na zahodu reka Meuse in njeno jezersko območje, znano kot " Maasplassen ", ponujata možnosti za rekreacijo na vodi.

### Poplave
Kot mesto blizu vode in obdano z vodo ter blizu dveh rek, Meuse in Roerja, se mora Roermond pogosto braniti pred poplavami. Najhujše poplave so bile leta 1993 in 1995.

## Kultura

### Dogodki
Roermond gosti več festivalov, vključno s festivalom Dneva osvoboditve 5. maja in plesnim festivalom Solar Weekend.

## Zanimivosti
Staro mestno jedro Roermonda je dom številnih zgodovinskih spomenikov, vključno z:
- Cuypershuis (nl)
- Kapel in 't Zand (nl)
- Kasteel Hattem (nl)
- Munsterkerk
- National Indiëmonument
- Rattentoren (nl)
- Roermond City Hall (nl)
- St. Christopher's Cathedral

## Pomembni ljudje

### Javno razmišljanje in javna služba
- Richardis Bavarska (1173–1231) nemška plemkinja in opatinja, hči Otona I., bavarskega vojvode in mati Gerharda III., grofa Gelderskega
- Gerhard III., grof Gelderski (1185–1229) grof Gelderski in Zutphenski
- Denis Kartuzijanec (1402–1471) rimskokatoliški teolog in mistik
- Johannes Murmellius (ok.1480–1517) učitelj in humanist
- Jacob Chimarrhaeus (1542–1614) veliki ministrant Rudolfa II., cesarja Svetega rimskega cesarstva
- François Vincent Henri Antoine de Stuers (1792–1881) nizozemski general, poveljnik indijske vojske
- Hubert Joseph Jean Lambert de Stuers (1788–1861) vojak nizozemske kraljeve vzhodnoindijske vojske
- Pierre Cuypers (1827–1921) arhitekt
- Eduard Cuypers (1859–1927) nizozemski arhitekt v Amsterdamu in nizozemski Vzhodni Indiji
- Richard Schoemaker (1886–1942 v Sachsenhausenu), nizozemski olimpijski sabljač, inženir v vzhodnoindijski kraljevi vojski Nizozemske, akademski arhitekt in usmrčen vodja odporniške skupine
- Charles Ruijs de Beerenbrouck (1873–1936), predsednik vlade Nizozemske 1918/1925
- Louis Beel (1902–1977) predsednik nizozemske vlade 1946/1948 in 1958/1959
- Jo Cals (1914–1971) nizozemski premier 1965/1966